# Anaspasis
Anaspasis is een geslacht van kevers uit de familie  
kniptorren (Elateridae).
Het geslacht is voor het eerst wetenschappelijk beschreven in 1882 door Candèze.

## Soorten
Het geslacht omvat de volgende soorten:
- Anaspasis fasciolata Candèze, 1882
- Anaspasis germaini Fleutiaux, 1898
- Anaspasis parallela Solier, 1851
- Anaspasis penai Golbach, 1970
- Anaspasis solieri Fleutiaux, 1899